# Vincenzo Orlando
Vincenzo Orlando (Bari, 18 marzo 1920 – Bari, 4 ottobre 2007) è stato un calciatore italiano, di ruolo centrocampista.

## Carriera
Conta 167 presenze e 19 reti in campionato con il Bari.
Negli anni 2010, su iniziativa congiunta dell'Unione Nazionale Veterani dello Sport e del comune di Bari gli viene intitolata una delle salite dello Stadio San Nicola.

## Palmarès

### Club

#### Competizioni nazionali
- Serie B: 1

Bari: 1941-1942